# Katharina Wiesflecker

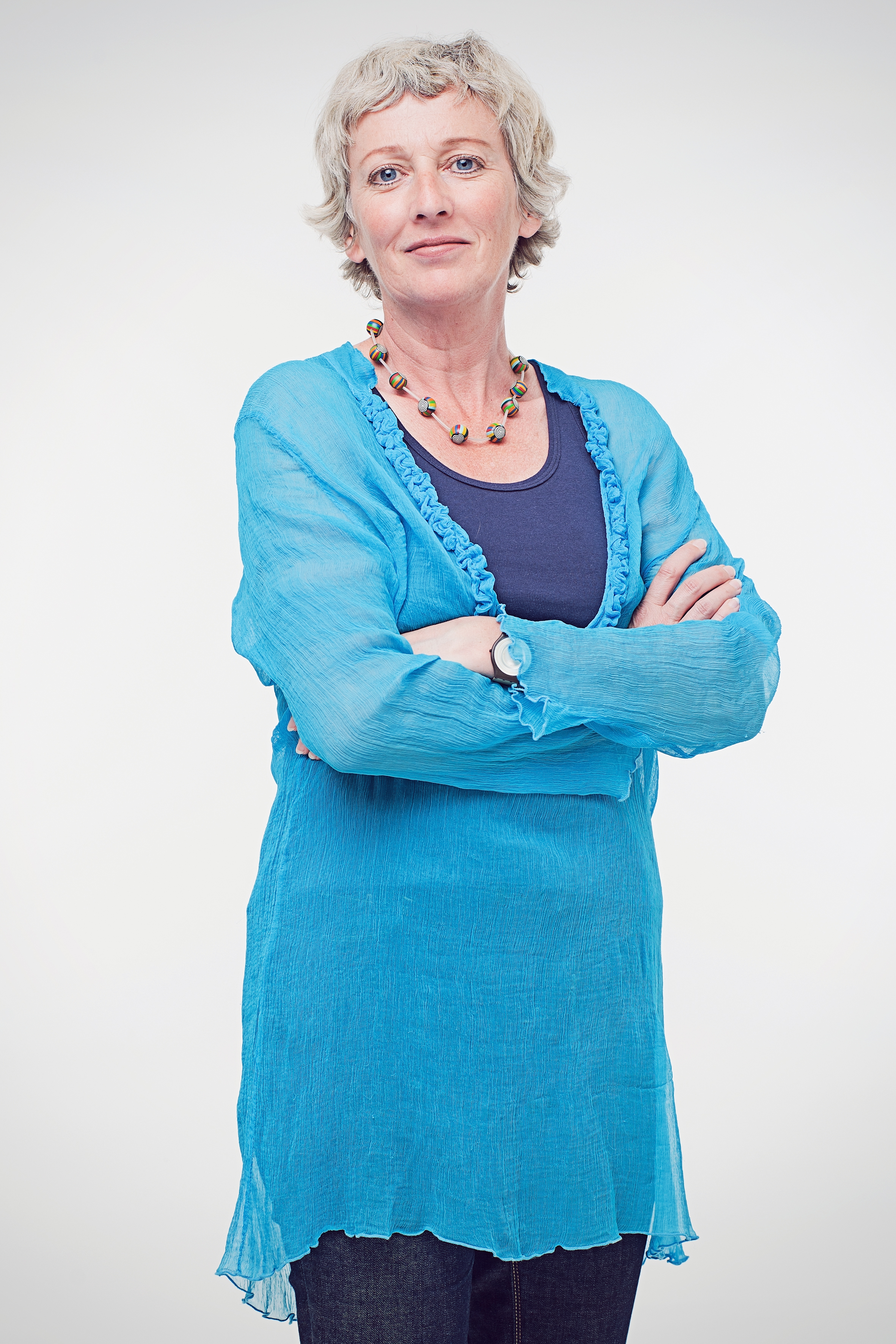
Katharina Wiesflecker (2011)

Katharina Wiesflecker (* 27. März 1964 in Brixlegg) ist eine österreichische Politikerin (GRÜNE). Wiesflecker war von 2014 bis 2024 als Landesrätin Mitglied der Vorarlberger Landesregierung.

## Ausbildung und Beruf
Katharina Wiesflecker wurde am 27. März 1964 in Brixlegg im Tiroler Unterinntal geboren und wuchs im Zillertal auf. Dort besuchte sie die Volksschule Schlitters und die Hauptschule in Fügen, ehe sie von 1978 bis 1983 an die Berufsbildende Schule für höhere Frauenberufe in Innsbruck ging, wo Wiesflecker 1983 maturierte. Nach der Matura zog sie im Jahr 1984 nach Dornbirn im Vorarlberger Rheintal und übte zwischen 1984 und 1992 unterschiedlichste berufliche Tätigkeiten in der Privatwirtschaft aus. Sie besuchte von 1994 bis 1996 einen Hochschullehrgang für politische Bildung am Vorarlberger Landes-Bildungszentrum Schloss Hofen in Lochau und absolvierte zwischen 2001 und 2004 ebendort eine Ausbildung zur Supervisorin und Organisationsberaterin. Sie lebt aktuell in Schwarzach, ist verheiratet und Mutter einer Tochter.

## Politischer Werdegang
Zwischen 1993 und 2002 war sie als Landesgeschäftsführerin der Grünen in Vorarlberg beschäftigt und mitbegründete 1995 die Ortsgruppe der Grünen in ihrer Heimatgemeinde Schwarzach. Sie war von 2000 bis 2003 Mitglied der Gemeindevertretung in Schwarzach.
Am 29. Jänner 2003 wurde Katharina Wiesflecker als Nachrückerin für die in den Nationalrat gewählte Sabine Mandak erstmals als Abgeordnete zum Vorarlberger Landtag angelobt. Im Landtagsklub hatte sie in der Folge die Funktion der stellvertretenden Klubobfrau inne. Des Weiteren ist Wiesflecker stellvertretende Landessprecherin der Grünen Vorarlberg und Frauensprecherin der Grünen Vorarlberg.
Nach der Landtagswahl 2014, bei der die Grünen stark dazugewinnen konnten, wurde Wiesflecker in der ersten Schwarz-grünen Koalitionsregierung Vorarlbergs am 15. Oktober 2014 vom neu konstituierten Landtag zur Landesrätin gewählt. Auch in der nach der Landtagswahl 2019 gebildeten Landesregierung Wallner III ist Wiesflecker als Landesrätin tätig. Als solche unterstehen ihr in der Vorarlberger Landesregierung die Ressorts Soziales, Frauen, Pflege, Kinder- und Jugendhilfe sowie Entwicklungszusammenarbeit. Mit der Bildung einer schwarz-blauen Koalition nach der Landtagswahl 2024 schied Wiesflecker zum 6. November 2024 aus dem Amt.